# Ivan Fiodorov
Ivan Fiodorov (în rusă Иван Фёдоров; n. 1510, Cnezatul Moscovei – d. 5/15 decembrie 1583, Lwów, Coroana Regatului Poloniei⁠(d), Polonia-Lituania) a fost primul tipograf din Rusia. În anul 1553 țarul Ivan al IV-lea („cel Groaznic”) a dispus să se construiască o casă specială pentru tipografie, care a fost deschisă doar în 1563. Aici au început să lucreze Fiodorov și Petru Maloiaroslaveț. Cartea Apostolul, tipărită în anul 1565, a provocat represiuni din partea copiștilor, încât tipografii au fost nevoiți să se refugieze în Lituania la hatmanul Hotchevici. La Zabludov a mai tipărit Evanghelia de învățătură. În anul 1574 a tipărit la Liov a doua ediție a Apostolului. La Ostrog, din porunca cneazului Constantin a tipărit Biblia de la Ostrog, prima biblie în limba slavo-rusă. Fiodorov a decedat în sărăcie cumplită în luna decembrie 1583 într-o suburbie a Liov-ului.